# Nati nel 1368
| Questa pagina contiene informazioni ricavate automaticamente dalle voci biografiche con l'ausilio del template Bio e di un bot. L'aggiornamento è periodico e automatico e ricostruisce completamente la pagina. Se manca una persona in questa lista, sei pregato di non aggiungerla, ma accertati piuttosto che la sua voce biografica contenga il template Bio e che i dati anagrafici siano correttamente compilati. Se il template Bio manca, inseriscilo tu stesso o, in alternativa, metti l'avviso {{tmp\|Bio}} che ne segnala la mancanza. Se i dati riportati sono sbagliati, correggi direttamente la voce biografica; le modifiche saranno visibili in questa lista entro pochi giorni. Per chiarimenti vedi il progetto biografie. La lista contiene solo le 10 persone che sono citate nell'enciclopedia e per le quali è stato implementato correttamente il template Bio. Pagina aggiornata al 2 ago 2025. |

- 15 febbraio - Sigismondo di Lussemburgo, sovrano († 1437)
- 5 giugno - Carlo I Malatesta, condottiero italiano († 1429)
- 1º luglio - Braccio da Montone, nobile e condottiero italiano († 1424)
- 3 dicembre - Carlo VI di Francia, sovrano francese († 1422)
- Panacea De' Muzzi, italiana († 1383)
- Emir Sultan, teologo ottomano († 1429)
- Filippo I di Nassau-Weilburg, conte († 1429)
- Ulrico V di Hanau, nobile tedesco († 1419)
- Ludovico VII di Baviera-Ingolstadt, duca tedesco († 1447)
- Antonio Montaldo, doge († 1398)